# Kina e Yuk alla scoperta del mondo
Kina e Yuk alla scoperta del mondo (Kina et Yuk, renards de la banquise) è un film documentaristico franco-italiano-canadese del 2023, che narra la vita di Kina e Yuk, due volpi che diventano genitori per la prima volta dove il riscaldamento globale sta alterando per tutti le regole.
Il film è ambientato in Dawson City in Canada (nel film "Jack City"). Il film è narrato in francese da Virginie Efira e in italiano da Benedetta Rossi. È uscito nelle sale francesi il 27 dicembre 2023 e in Italia il 7 marzo 2024.

## Trama
Kina e Yuk, due volpi artiche, sono pronte a fondare la propria famiglia, vivono in pace sulla banchisa del Grande Nord del Canada. La temperatura è insolitamente mite e il cibo scarseggia sempre di più, costringendo Yuk ad avventurarsi ogni giorno più lontano per provvedere alle proprie necessità alimentari. 
All'improvviso, un terribile scricchiolio accompagna la frattura della calotta artica causata dallo scioglimento di ghiacci che sconvolge la natura maestosa e separa le volpi, lasciandole isolate ciascuna su un diverso frammento di banchisa.
Kina e Yuk dovranno sfidare tanti pericoli ed esplorare nuovi territori per trovarsi in tempo per la nascita dei loro figli.

## Personaggi
- Kina, una volpe bianca.
- Yuk, una volpe nera.

## Produzione
Guillaume Maidatchevsky, regista del film, ha scritto più di 300 pagine insieme a tutte le principali sequenze. L'idea gli è venuta quando ha letto un articolo su un giornale canadese che mostrava una volpe polare su un'iceberg alla deriva. Ha detto:
Benedetta Rossi, voce narrante italiana, ha detto: "Bisogna capire cosa succede alla natura da un occhio diverso dal nostro".

## Distribuzione
Il film è uscito nelle sale francesi il 27 dicembre 2023, e in quelle italiane il 7 marzo 2024.

## Accoglienza
Le recensioni sono state positive, mentre una recensione italiana ha scoperto che l'ambiente del film era un po' noioso.